# 筆記體
筆記體（：／）是韓文字體中的一類字體，指的是手寫風格的計算機字體。這種字體一方面模仿手寫筆跡，相較電腦印刷體具有活潑稚拙、平易近人的視覺感受；另一方面又故意帶有數字化風格，有的用鼠標來書寫和繪製，有的甚至開發成為點陣字體(Bitmap Fonts)，以適用於DOS等老舊作業系統和應用軟件。

## 外部連結
- 筆記體效果預覽[]